# فرودگاه شهری مولتری
فرودگاه شهری مولتری (به انگلیسی: Moultrie Municipal Airport) یک فرودگاه همگانی با کد یاتا MGR است که یک باند فرود آسفالت دارد و طول باند آن ۱۵۶۳ متر است. این فرودگاه در کشور ایالات متحده آمریکا قرار دارد و در ارتفاع ۸۹٫۶ متری از سطح دریا واقع شده‌است.